# Ferran Clavell i Corbera
Ferran Clavell i Corbera (Barcelona, 30 d'octubre de 1969) és un periodista català.
Després d'una llarga trajectòria professional, actualment és responsable d'Innovació i Futur Media als Mitjans Digitals de la Corporació Catalana de Mitjans Audiovisuals, col·laborador del blog Innovación Audiovisual i al seu blog personal, també exerceix de professor en cursos, Postgraus i Màsters sobre Comunicació i Màrketing en diferents universitats catalanes, com la Universitat de Barcelona (UAB, la Universitat Politècnica de Catalunya (UPC), la Universitat Oberta de Catalunya (UOC) o la Universitat de Vic (UVic). El 2001 va saltar al nou camp dels mitjans de comunicació, conduint l'equip de contingut en el departament de Serveis Interactius de TV3 per crear i desenvolupar nous serveis interactius (Internet, mòbil, televisió digital, IPTV, etc.).

## Publicacions i col·laboracions
- Comunicación audiovisual digital: nuevos medios, nuevos usos, nuevas formas Coautor, 2005[6]
- Industrias de la comunicación audiovisual Col·laborador, 2008[7]
- La ficció cinematogràfica, avui Coautor, 2011[8]
- Llibre d'estil de la CCMA Coautor, 2013[9]